# Cezary Żołądziowski
Cezary Marian Żołądziowski (ur. 8 sierpnia?/20 sierpnia 1862 w Kamieńcu Podolskim, zm. 27 grudnia 1934 w Warszawie) – generał brygady Wojska Polskiego.

## Życiorys
Cezary Marian Żołądziowski urodził się 20 sierpnia 1862 roku w Kamieńcu Podolskim, w mieście powiatowym ówczesnej guberni podolskiej, w rodzinie Ignacego, zarządcy dróg żelaznych, i Olimpii z Piotrowskich. 5 września 1880 roku rozpoczął służbę w armii rosyjskiej. W 1916 roku, w stopniu generała majora, dowodził brygadą 105 Dywizji Piechoty. Od 14 sierpnia 1917 roku do 6 lutego 1918 roku był dowódcą 156 Dywizji Piechoty.
Z dniem 5 maja 1919 roku został przydzielony do Rezerwy Oficerskiej. 20 maja 1919 roku został formalnie przyjęty do Wojska Polskiego z byłej armii rosyjskiej z zatwierdzeniem posiadanego stopnia generała podporucznika, warunkowo do czasu ułożenia przez Komisję Weryfikacyjną listy starszeństwa oficerów WP. 26 stycznia 1921 roku został zatwierdzony z dniem 1 kwietnia 1920 roku w stopniu generała podporucznika, w grupie oficerów byłych Korpusów Wschodnich i byłej armii rosyjskiej. Z dniem 1 kwietnia 1921 roku został przeniesiony w stały stan spoczynku, w stopniu generała podporucznika. 26 października 1923 roku Prezydent RP Stanisław Wojciechowski zatwierdził go w stopniu generała brygady. Później został zweryfikowany w tym stopniu ze starszeństwem z dniem 1 czerwca 1919 roku.
Na emeryturze zamieszkał w Warszawie. Zmarł 27 grudnia 1934 roku w Warszawie. Został pochowany na Cmentarzu Wojskowym na Powązkach.

## Ordery i odznaczenia
- Order św. Stanisława z Mieczami kl. 2 (1906)
- Order św. Anny z Mieczami kl.3 (1906)
- Order św. Włodzimierza z Mieczami kl.3 (1915)